# チャイルド・ファンド・ジャパン
特定非営利活動法人チャイルド・ファンド・ジャパン（英：ChildFund Japan）は日本の非政府組織 (NGO)。「すべての子どもに開かれた未来を約束する国際社会の形成」というビジョンと、「生かし生かされる国際協力を通じて子どもの権利を守る」というミッションのもと支援活動を行う。1975年より、アジアを中心に貧困の中で暮らす子どもの健やかな成長、家族と地域の自立を目指した活動を行っている。本部事務所は東京都杉並区。子どもへの支援に取り組む11の団体から構成される「チャイルド・ファンド・アライアンス」に加盟している。

## 活動
主な活動は、地域開発支援、緊急・復興支援、アドボカシー（広報・啓発・提言）である。地域開発支援では、子どもの健全な成長と地域の自立を目指した包括的な支援を行う「スポンサーシップ・プログラム」、 貧困に起因する様々な問題の中で、特定の開発課題に応える「支援プロジェクト」を実施している。緊急・復興支援活動においては、台風や地震といった自然災害の被災者や紛争による避難民を支援する。
支援地域はフィリピン、ネパール、スリランカの3ヵ国。緊急・復興支援活動は、チャイルド・ファンド・アライアンスと連携し、それ以外の国や地域を支援することがある。

## 歴史
- 昭和23年 (1948年) - キリスト教児童基金 (CCF) が日本の戦災孤児への支援をはじめる
- 昭和27年 (1952年) - CCFの日本事務所として、社会福祉法人基督教児童福祉会設立
- 昭和49年 (1974年) - 日本が経済成長を遂げてCCFの支援が終了
- 昭和50年 (1975年) - 社会福祉法人基督教児童福祉会（CCWA）は国際精神里親運動部を創設しフィリピンへの支援を開始
- 昭和61年 (1986年) - マニラにフィリピン事務所開設
- 平成7年 (1995年) - ネパールで保健事業の支援を開始
- 平成17年 (2005年) - CCWA国際精神里親運動部は法人変更により、特定非営利活動法人チャイルド・ファンド・ジャパンとして活動を開始
- 平成18年 (2006年)  - スリランカでスポンサーシップ・プログラムを開始
  - 同年 - 外務大臣表彰受賞
- 平成21年 (2009年) - 国税庁長官より「認定NPO法人」に認定

## 参加方法
スポンサーシップ・プログラム
支援地域の子ども（「チャイルド」）と手紙での交流などを通じて成長を見守る「里親的」支援方法　（月4,000円）。チャイルドの地域、性別などが選択できる。支援者（「スポンサー」）には、チャイルドの成長記録（年1回）、季節のカード（年1回・フィリピン、ネパールのみ）、機関紙（年2回）、年次報告書（年1回）などが送付される。
マンスリー・サポーター
フィリピンとネパールでおこなっている活動を支援することができる（月1,000円～）。マンスリー・サポーターには、機関紙（年2回）、年次報告書（年1回）などが送付される。
支援プロジェクトへの寄付
実施中のプロジェクトを選び支援する（寄付額、回数は任意）。「プロジェクト・サポーター」には機関紙（年2回）や、年次報告書（年1回）などが送付される。
ボランティアとして参加する
翻訳作業、パソコン作業、イベントの手伝いなど。団体からの募集がある時に登録し参加する。

## 活動資金
平成28年 (2016年) 度の決算の概要は以下のとおり。

収入
約3億6,700万円のうち多くを占めるのが寄付金収入で、金額は約3億6,000万円（全体の約98%）。
支出
支援事業をはじめとした事業費が約3億6400万円（約92%）、管理費の金額が約3,000万円（約8％）となっている。

## 支援している有名人
- 高嶋ちさ子[2]
- 高橋克典[3]
- 篠塚和典
- 石井琢朗
- Saori（SEKAI NO OWARI）[4]